# ゆよゆっぺ・八王子Pのハンドメイドラジオ
ゆよゆっぺ・八王子Pのハンドメイドラジオ（ゆよゆっぺ・はちおうじぴーのハンドメイドラジオ）は、2013年7月6日から2020年6月26日までの毎週金曜日21時から22時まで、FM PORTで放送されていたラジオ番組。
メインパーソナリティーはゆよゆっぺと八王子P。

## 概要
テーマは“ボカロPが民放ラジオをやってみた”。ボーカロイドを使った音楽を中心に、ネットカルチャーのトークを交えて放送されている。

## パーソナリティ
- ゆよゆっぺ
- 八王子P[4]